# Баликти (Єрейментауський район)
Баликти́ (каз. Балықты) — село у складі Єрейментауського району Акмолинської області Казахстану. Входить до складу Тургайського сільського округу.
Населення — 93 особи (2021; 222 у 2009, 324 у 1999, 400 у 1989).
Національний склад станом на 1989 рік:
- українці — 47 %.

До 2008 року село називалося Ржищево.